# Политическая культура
Понятие «полити́ческая культу́ра» было введено в научный оборот в середине XX в. американскими политологами X. Файнером при изучении систем правления европейских государств и Г. Алмондом, который первым предложил научную концепцию политической культуры. В настоящее время понятие «политическая культура» в политической науке используется в различных смыслах и значениях, что обусловлено как сложностью проявления культуры в политике, так и разным пониманием культуры.

## История термина
Термин «политическая культура» впервые появился лишь в XVIII в. в трудах немецкого философа-просветителя Иоганна Гердера. Теория же, предполагавшая изучение мира политики через призму этого концепта, сформировалась ещё позднее-только в конце 50-60х гг XX в. и получила развитие в работе американского политолога Германа Файнера «Системы правления великих европейских государств» (1957). Позднее была опубликована книга американских авторов Г. Алмонда и С. Вербы «Гражданская культура» (1963 г.), в которой был проведен сравнительный анализ политических культур США, Великобритании, Италии, ФРГ и Мексики. Согласно Г. Алмонду и С. Вербе, политическая культура — особый тип ориентации на политическое действие, отражающий специфику каждой политической системы. Шестидесятые годы считаются периодом наивысшей популярности исследований проблем политической культуры. Важнейшим импульсом, приведшим к активным исследованиям политической культуры, стала потребность выяснения несостоятельности попытки развивающихся стран копировать западноевропейские образцы при создании собственных политических систем. Кроме того, большую роль сыграли кризисные явления в жизни развитых демократий, связанные с бурным проявлением молодёжной контр-культуры, усилением расовых волнений, формированием экологического движения, усилением феминистского движения и, наконец, стала очевидной сила так называемой «четвертой власти» — средств массовой информации. Девяностые годы и «третья волна» демократизации также вызвали значительный интерес к политической культуре, так как до некоторой степени именно этот термин позволял отделить страны, предрасположенные к демократии, от стран, предрасположенных к авторитаризму.

## Содержание политической культуры
Политическая культура как специфическая составляющая всей человеческой культуры включает в себя определённые структурные элементы, отличающие её от других видов культуры. Так, можно разделить политическую культуру на политическую психологию, политическое сознание, идеологическую составляющую и др. Первая включает в себя эмоциональное отношение человека к политике, определённую систему норм и ценностей, установок, влияющих на его политическое поведение. В зависимости от данного содержания у представителей различной политической культуры развиваются соответствующие стереотипы поведения, участия, нормы и правила, политическое мировоззрение.
Политическое сознание также является важнейшим проявлением политической культуры. Оно включает в себя усвоенные человеком политические ценности той общественной системы, в которой он существует, определяет в некоторой степени его идеологические склонности. Кроме того, оно содержит в себе совокупность накопленных индивидом знаний о политике, о политической системе, её институциональной, функциональной и др. подсистемах. Всё это формирует систему политических представлений человека, которые позволяют ему формировать собственное мнение, ориентироваться в общественной жизни и транслировать определённые культурные ценности.
В целом, политическую культуру можно разделить на три уровня: познавательный, нравственный и поведенческий. Каждый из этих уровней включает свои компоненты политической культуры. Так, в рамках познавательного выделяют знания, опыт, политическое сознание и мышление. На нравственном уровне находятся политические ценности, нормы, совокупность традиций, обычаев и общих направленностей для представителей той или иной культуры. На уровне поведения выделяется непосредственно политическое поведение, а также всё, что на него влияет: мотивы, установки и др.

## Функции политической культуры
В рамках функциональных методологических установок принято выделять ряд функций политической культуры в обществе.
Роль политической культуры состоит в снижении политических рисков — рисков невыгодных, ухудшающих условия деятельности социально-экономических субъектов, решений органов власти.
Согласно С. Н. Гаврову, политическая культура характеризуется национально-психологическими нормами поведения, морально-этическими (в том числе конфессиональными) ценностями, архетипическим образом «себя» и «окружающих» (иных народов). Все это определяет процесс институализации политической сферы культуры, оказывая влияние на характер взаимоотношений государства, иных политических институтов и человека, меру его зависимости от них. В политической культуре представлены креативная (часто включающая в себя инокультурные элементы) и консервативная (автохтонная) составляющие. Эти составляющие находятся в процессе взаимодействия, притяжения и отталкивания.
К исследованию политической культуры общества часто обращается политическая социология. Фактор культуры и её влияния на политику не только позволяет предсказывать вероятные модели поведения электората. Политическая культура, включающая в себя важнейшие компоненты, такие как совокупность политических норм и принципов, ценностей, в большой мере определяет в целом поведение политических факторов, не только в период выборов. Так, выделивший четыре вида политической культуры Г. Алмонд положил в основу своей классификации именно типы политического поведения. Таким образом, два этих явления тесно взаимосвязаны.
В более широкой перспективе политическая культура общества взаимодействует с институциональной системой. В рамках этого взаимодействия происходит взаимовлияние, что ведет к трансформации институциональной и политической системы с одной стороны и политической культуры с другой. Именно с успешным становлением определённого типа гражданской культуры связывают успех или провал демократического транзита в постсоветских государствах, а также в странах Африки и Латинской Америки.
Кроме того, политическая культура выполняет информационную функцию. Уровень политической культуры отражает для учёных такие показатели, как уровень осведомлённости граждан о политических реалиях, их образованности, степень реализации прав человека и гражданина на практике, их соблюдения, степень развитости институтов политической системы общества, уровень демократии в стране.

## Политическая культура в истории политической мысли
О роли политической культуры в формировании гражданского общества и полноценного государства задумывались ещё античные мыслители. Так, для Платона было очевидным, что только в том случае, если граждане государства справедливы и порядочны, сама страна будет такой же. Аристотель же полагал, что гражданами могут называться только те люди, которые активно участвуют в политической жизни государства, имеют довольно полное представление о его делах, то есть обладают развитой политической культурой или, как она называлась в более ранних произведениях, гражданской.
В эпоху Нового времени одним из первых мыслителей, задумавшихся о сущности и важности политической культуры, был Никколо Макиавелли. Он полагал, что основой гражданской культуры является осознание человеком того, что высшей целью его участия должно быть благоденствие государства, которое становится мотивом его благочестивой деятельности в политической сфере общества и гражданской жизни.
Сторонник теории общественного договора, выдающийся мыслитель эпохи Просвещения Жан-Жак Руссо, рассуждая о том, что народ должен контролировать деятельность государственной власти, делал акцент на том, что это возможно только при наличии гражданского общества, которое, в свою очередь, формируется благодаря повышению образованности граждан, информированности, ведь только таким образом они становятся способными выражать свою волю и участвовать в управлении страной. С ним были солидарны и другие сторонники договорной теории — Монтескьё, Вольтер и др.
Изучением компонентов политической культуры занимался и социолог Макс Вебер. Его интересовала политическая этика как составляющая культуры. Так, он выделял два типа установок у акторов политических процессов. Первый характеризуется стремлением к достижению конкретной цели, некого идеала, несмотря на какие-либо препятствия. Такую форму политической этики исследователь назвал «этикой идеи», то это такая форма культуры, которая базируется на идеологии. Другая этическая парадигма — это этика ответственности, то есть такая форма культуры, для которой характерно рациональное отношение к политической активности, учёт последствий и правовых норм.

## Особенности политической культуры России
Российская политическая культура, как и любая другая культура иных стран, имеет свои особенности, обусловленные как историческим опытом, так и множеством других факторов, вплоть до географического положения.
В первую очередь, рядом учёных отмечается наличие дихотомии социоцентричного и индивидуалистского мировоззрений. Это связано прежде всего с тем, что страна одновременно включает в себя и европейскую часть, и азиатскую, поэтому унаследовала и ту, и другую модель, которые часто конфликтуют.
Кроме того, географический фактор также способствовал формированию отношения к верховной власти как к сакральному институту, этатизма. Это объясняется постепенным увеличением территории государства, присоединению всё новых народов, в условиях чего единство было возможным только при наличии сильного центра, который был бы способен сохранить это единство. Этим объясняется и большое влияние главы государства практически на всех этапах исторического развития. Трепетное отношение к институту власти привело к такому же отношению к лидеру как к олицетворению единства государства. Помимо этого, склонность к авторитаризму, «сильной руке» правителя привела к формированию образа правителя как «отца» народа. Такой культурный стереотип уходит корнями в патриархальные семейные ценности, где глава семьи — отец — является её защитником, решает все вопросы, охраняет «границы» семьи. Придание высокой значимости институту семьи на протяжении большей части истории России, уходящее своими корнями в ценности коллективизма, общинности, укрепило и соответствующий образ политического лидера, что выражается в том числе и в том, как называли самого царя.
В политической культуре русского народа находит своё проявление дихотомия не только социоцентричного и индивидуалистического мировоззрений, но и противостояние пассивности, подчинённости сакрализованной государственной власти и желания получить некоторую автономию, возможность самоорганизации. Этим можно объяснить и свойственную российской внутренней политике постоянную смену либерального курса консервативным, традиционным и наоборот. Кроме того, на этой почве происходит и конфликт ценностей свободы как ценности индивидуалистической и равенства как основы коллективизма.
Не последнюю роль играла в становлении политической культуры России и православная церковь. Вместе с ценностями православия Россия активно воспринимала и культуру Византии, компонентами которой был империализм, стремление к величию, патриотизм. Долгая тесная связь между духовными лицами и главами государства наряду с географическим фактором также приводила к сакрализации личности правителя и его достижений.

## Типологии
Наиболее известная типология политических культур принадлежит Г. Алмонду и С. Верба, которые выделили три вида политической культуры:
- Приходская (парокиальная) культура
- Зависимая (подданническая) культура
- Культура участия (партиципаторная)

Приходская культура характеризуется безразличным отношением к национальной политической системе, что выражается в отсутствии реакции граждан на действия политических институтов, в отсутствии интереса к центральной власти и, наоборот, заинтересованности политической жизнью «на местах».
Зависимая политическая культура отличается большей заинтересованностью в деятельности властей. Граждане имеют своё представление о власти, но они покорны ей, даже при негативном характере её деятельности. При таком типе политической культуры граждане не надеются личным участием изменить что-либо в деятельности властей, являясь лишь «наблюдателями». 
Культура участия характеризуется активностью участия. Граждане считают себя вправе влиять на власть, они осуществляют это «вмешательство», участвуя в выборах, в деятельности партий, групп давления. При такой классификации имеется в виду, что демократия — это тот идеальный режим, который должен быть принят за образец, но это положение не является бесспорным для всех.
Самой оптимальной данные исследователи считали гражданскую культуру как сочетание подданнической и партиципаторной. Они полагали, что демократическое государство может быть стабильным только при условии определённого уровня пассивности граждан, иначе господство исключительно партиципаторной культуры приведёт к неконтролируемым действиям народа, что будет ухудшать работу государственного аппарата. Гражданская культура примечательна именно тем, что граждане, будучи убеждёнными в наличии у них права участвовать в управлении государством, могут вмешаться в деятельность правительства, если она будет осуществляться не в их интересах. Однако если права и свободы граждан не нарушены, действия власти не противоречат их интересам, то широкие народные массы проявляют довольно высокий уровень пассивности, подчиняются этой власти до тех пор, пока она пользуется их доверием.
В конце 1980-х — начале 1990-х годов стало ясно, что типологическая схема Алмонда и Верба, возможно адекватная ситуации, имевшей место в середине столетия, на данном этапе исторического развития нуждается в модификации с учётом новых процессов, изменивших композицию субкультур стран западного мира к концу двадцатого века. Голландские ученые Хьюнкс и Хиспурс усовершенствовали типологию Алмонда и Вербы, дополнив её новыми идеальными типами, среди которых: гражданская партисипантная культура («civic participant culture»); клиентистская культура («client culture»), протестная культура («protest culture»), автономная (autonomous) культура и культура наблюдателей («spectator culture»). Эти типы следует рассматривать как «идеальные».

### Значимость
В реальной политической практике, как отмечают Г.Алмонд и С.Верба, происходит сочетание типов культур. В результате образуются три типа смешанных политических культур: провинциалистско-подданническая культура, подданнически-партиципаторная и провинциалистско-партиципаторная.
Оптимальный вариант смешанного типа политической культуры Г. Алмонд и С. Верба предложили назвать «гражданской культурой». В своей основе это именно партиципаторная политическая культура, которая интегрировала определённые элементы парохиальной и подданнической культур.
Позже Г. Алмонд характеризовал её как культуру, в которой в основном существует консенсус относительно легитимности политических институтов, направления и содержания общественной политики, широко распространена терпимость в отношении плюралистичности интересов и убеждений в их примиримости, а также чувство политической компетентности и взаимной веры граждан.

### Проблемы
Основной проблемой данной типологии является то, что в реальной жизни «чистые» типы политической культуры не встречаются. Как правило, в действительности происходит смешение «чистых» типов и образование парохиально-подданнического, подданническо-активистского и парохиально — активистского типов политической культуры.
Следующая проблема возникает при рассмотрении влияния культуры политического участия на демократию. Для достижения одной из составляющих демократии — власти элит — необходимо ограничивать участие, активность и влияние обычного гражданина. Он должен передать власть элитам и позволить им управлять. Потребность во власти элит предполагает, что обычный гражданин будет относительно пассивен, выключен из политики и почтителен по отношению к правящим элитам.
Таким образом, от гражданина в демократии требуются противоречащие одна другой вещи: он должен быть активным, но в то же время пассивным, включенным в процесс, однако не слишком сильно, влиятельным и при этом почтительным к власти.
Сравнительная редкость политического участия, относительная неважность такого участия для индивида и объективная слабость обычного человека позволяют правительственным элитам действовать.

### Критика, развитие и альтернативные типологии
В конце 1980-х — начале 1990-х годов стало ясно, что типологическая схема Алмонда и Верба, возможно адекватная ситуации, имевшей место в середине столетия, на данном этапе исторического развития нуждается в модификации с учётом новых процессов, изменивших композицию субкультур стран западного мира к концу двадцатого века. Голландские ученые Хьюнкс и Хиспурс усовершенствовали типологию Алмонда и Вербы, дополнив её новыми идеальными типами, среди которых: гражданская партисипантная культура («civic participant culture»); клиентистская культура («client culture»), протестантская культура («protest culture»), автономная (autonomous) культура и культура наблюдателей («spectator culture»). Эти типы следует рассматривать как «идеальные».
Помимо общих существуют и специфические типологии. Одна из них предложена У. Розенбаумом. Он строит спектр типов политической культуры, беря за основу степень консенсуса между членами общества относительно основополагающих политических ценностей и «правил игры», и, соответственно, наличия и специфики субкультур. У. Розенбаум выделил два крайних типа политической культуры: фрагментарную и интегрированную.

### Сравнительные исследования
Политическая культура существенно зависит от общей культуры страны, многие социологи и политологи подчеркивают принципиальные различия политических культур стран Запада и Востока, см., работы С. Г. Кирдиной. Согласно другой точке зрения большее влияние имеет степень доверия между людьми (смотрите например, работы Ф. Фукуямы) и устойчивость институтов.